# Coureur des bois

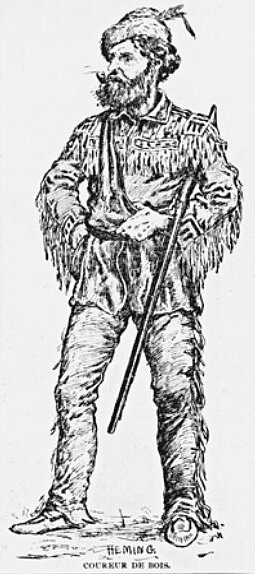
"Coureur de bois" - houtsnede door Arthur Heming (1870–1940)

De coureurs des bois of coureurs de bois (Frans voor woudlopers; letterlijk: "renners van het woud") waren Frans-Canadese houthakkers die in de 17e eeuw
in Nieuw-Frankrijk Europese goederen verhandelden in ruil voor bont. Hun expedities waren het begin van de Noord-Amerikaanse bonthandel.

## Geschiedenis
In 1608 probeerde Samuel de Champlain bondgenootschappen te sluiten met de lokale Amerikaans bevolking in de hoop ze te overtuigen om met Fransen te handelen in plaats van Nederlanders. Champlain besloot Franse jongens samen met de oorspronkelijke Amerikaanse bevolking te laten leven zodat ze als interpreteurs en tolken konden dienen. De jongens leerden de lokale taal, gebruiken en gewoontes. Een voorbeeld hiervan was Étienne Brûlé, die na een jaar samen met de Wendat gewoond te hebben, vloeiend in Wendat was.
Verkenners als Brûlé konden Fransen informeren over complexe handelsnetwerken die gebruikt werden door de oorspronkelijke Amerikanen.
Halverwege de 17e eeuw stonden de coureurs des bois bekend om hun betrekking in de bonthandel.
Aan het eind van de 17e eeuw wilde de Franse overheid de ongereguleerde bonthandel inperken. In 1681 werd de congés geïntroduceerd, wat een systeem voor vergunningen voor bonthandelaren was. Dit systeem liet aan het begin 25 vergunningen voor bonthandelaren per jaar toe. De mensen met een vergunning werden voyageurs genoemd. De voyageur werd een door de Franse staat gesteunde concurrent voor de coureur des bois. Door de voyageurs werd in de bonthandel een monopolistisch systeem geïntroduceerd, waardoor de coureur des bois aan hun einde kwamen.

## Trivia
- De Jonge Woudlopers uit Donald Duck strips zijn gebaseerd op de coureurs des bois. De Jonge Woudlopers zijn evenals de coureur des bois natuurkenners, vertonen gelijkenis in hun naam, en dragen een soortgelijk uniform. De Franse naam van de Jonge woudlopers "Castors Juniors" verwijst naar bevers, beverbont was een belangrijk handelswaar voor de coureurs des bois.